# Ambulance Life: A Paramedic Simulator
 (mars 2025).
Si vous disposez d'ouvrages ou d'articles de référence ou si vous connaissez des sites web de qualité traitant du thème abordé ici, merci de compléter l'article en donnant les références utiles à sa vérifiabilité et en les liant à la section « Notes et références ».
Ambulance Life: A Paramedic Simulator est un jeu vidéo sorti le 6 février 2025 développé par Aesir Interactive et édité par Nacon. Il permet au joueur d'incarner un ambulancier (ou paramedic) dans une ville fictive des États-Unis.

## Synopsis
Les événements se situent dans la ville fictive américaine de San Pelícano. Le joueur y incarne un ambulancier qui va être appelé à répondre à de nombreux appels des services d'urgences. Une fois sur place, le joueur doit diagnostiquer le patient, lui administrer les premiers soins et le conduire à l'hôpital. De son habileté dépendra la survie des patients pris en charge.

## Système de jeu
Les événements se déroulent dans la ville fictive de San Pelícano, dont l'architecture urbaine et le relief vallonné s'inspirent de San Francisco. Le joueur y incarne un ambulancier et choisit son coéquipier parmi plusieurs modèles proposés, chacun(e) ayant sa propre histoire et personnalité. Le joueur effectue des gardes - ou services - d'une durée de 15, 30 ou 45 minutes durant lesquelles il est appelé sur différentes interventions : accident routier, trouble psychologique, fusillade, etc. Il est également possible de débloquer une "catastrophe" pour chaque zone d'intervention, celle-ci nécessitant de prendre en charge un grand nombre de blessés, de les trier et de prendre en charge les cas les plus urgents.  
Arrivé sur la zone d'intervention, le joueur doit récolter le plus d'informations possibles sur l'état du patient en l'examinant et en interagissant avec lui. Lors des interventions avec plusieurs victimes, il est nécessaire de trier les patients en fonction de la gravité de leur état et de ne prendre en charge que celui dont l'état est le plus grave. Le patient est ensuite chargé dans l'ambulance, où le joueur doit administrer les premiers soins en fonction de la pathologie du patient : perfusion, masque à oxygène, bandage, injection de divers médicaments, ECG ou encore réanimation cardiaque. La qualité et la quantité des informations récoltées permettent au joueur d'administrer des soins de meilleures qualités et plus adaptés à l'état du patient. L'application des soins demandera également au joueur de réaliser différents QTE dont la réussite influera sur la qualité des gestes médicaux. Enfin, le patient est conduit à l'hôpital dans les plus brefs délais, le joueur devant gérer le trafic et les piétons. Arrivé à l'hôpital, le joueur reçoit une note globale prenant en compte la qualité des soins dispensés, la vitesse d'intervention ainsi que la qualité de la conduite de l'ambulance. Une partie se termine à la fin de la garde. 
En fonction de ses résultats dans les missions, le joueur engrange de l'expérience et débloque progressivement de nouvelles zones sur la carte du jeu. La ville comporte trois zones : le centre-ville très dense, Amon Heigts sur les hauteurs et plus rural et la zone industrielle de Saint-Johaines. Des missions supplémentaires s'ajoutent également, nécessitant l'usage de nouvelles procédures qui deviennent accessibles au joueur,,.

## Développement
Le développement du jeu est officiellement annoncé en décembre 2023. Après une démo jouable sortie fin 2024, le jeu complet est disponible le 6 janvier 2025.
Ambulance Life: A Paramedic Simulator comporte trois DLC : deux packs contenant des sirènes supplémentaires pour l'ambulance et un pack cosmétique aux couleurs des pompiers de San Pelícano qui modifie la tenue des ambulanciers et la sérigraphie de l'ambulance.
Une version Supporter Edition permet d'obtenir le jeu et ses trois DLC à un prix plus attractif que s'ils étaient achetés séparément.
Le contenu supplémentaire Bay Side sort le 22 avril 2025 et offre une nouvelle zone d'intervention, une nouvelle catastrophe et trois nouveaux types d'appels d'urgence. 

## Réception critique
Après sa sortie, le jeu reçoit des critiques mitigées.
Les points négatifs portent essentiellement sur les problèmes techniques que rencontre le jeu (optimisation insuffisante, nombreux bugs graphiques, soucis de gameplay...), même si ceux-ci sont progressivement résolus par les développeurs via différentes mise-à-jour.
En revanche, plusieurs testeurs soulignent un système de conduite bien pensé demandant de gérer la circulation tout en assurant le confort du blessé, les procédures médicales crédibles et l'immersion lors des procédures médicales influant directement la santé du patient.